# Майер, Энрике
Энрике Херардо (Буби) Майер-Мюллер (исп. Enrique Gerardo «Bubi» Maier Müller; 31 декабря 1910, Барселона — 22 августа 1981, Мадрид) — испанский теннисист и гольфист. Двукратный победитель турниров Большого шлема в смешанном парном разряде, трёхкратный абсолютный чемпион Испании.

## Спортивная карьера

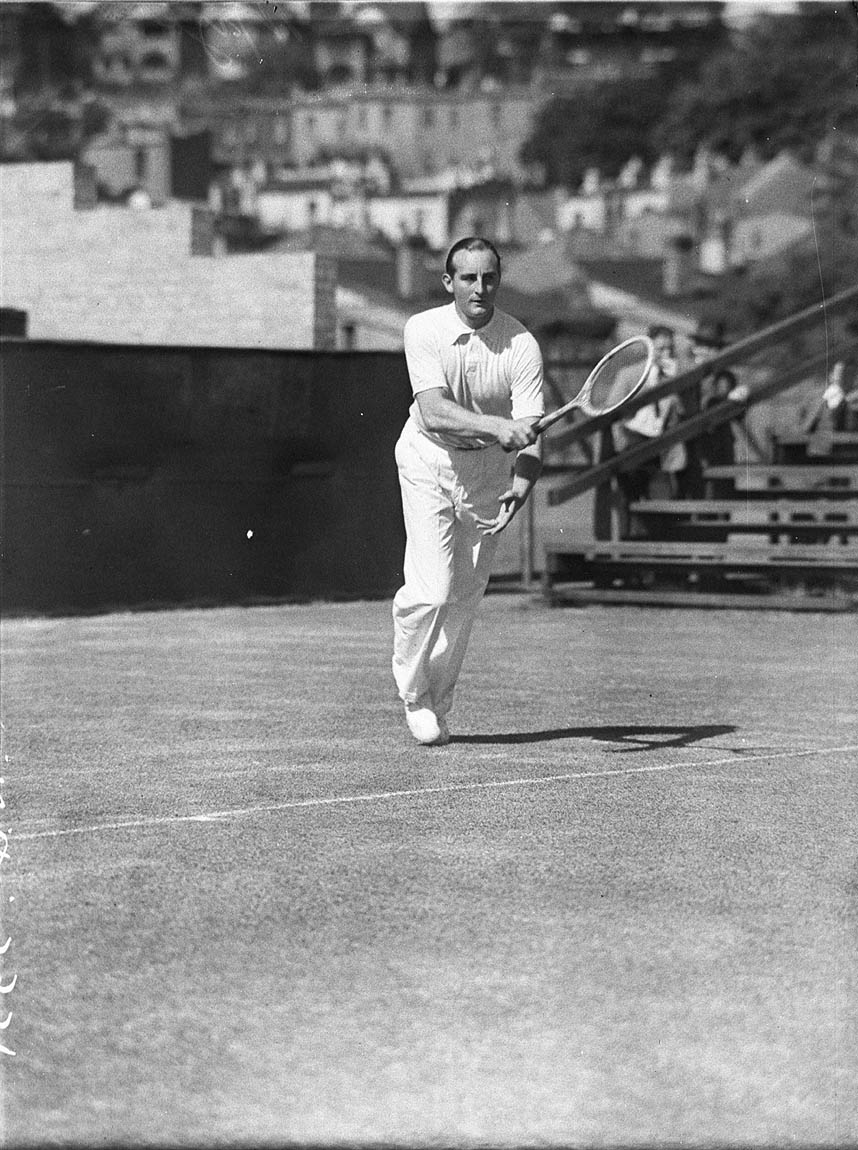
Майер в Австралии

Энрике Майер, уроженец Барселоны, дебютировал на Рождественском турнире 1923 года в барселонском районе Туро, а в 1927 году принял участие в своём первом международном матче (товарищеская встреча сборных Испании и Франции в Овьедо). 
Основные достижения Майера в теннисе приходятся на период с конца 1920-х по середину 1930-х годов. Он был бессменным чемпионом Испании в одиночном разряде с 1929 по 1935 год — семь раз подряд. За исключением 1931 года, он каждый раз также завоёвывал и титул чемпиона Испании в мужских парах, а в 1929, 1931 и 1934 годах становился также победителем в миксте, таким образом обеспечивая себе звание абсолютного чемпиона Испании. Свою последнюю победу в миксте Энрике одержал в паре со своей сестрой Исабель. Он также неоднократно выигрывал чемпионат Каталонии, а в 1930 году стал чемпионом Португалии. С 1929 по 1936 год он представлял сборную Испании в Кубке Дэвиса.
На турнирах Большого шлема Майер дважды выходил в четвертьфинал соревнований в одиночном разряде, в том числе на Уимблдонском турнире 1932 года — после победы над французом Жаном Боротра — одним из четырёх «мушкетёров французского» тенниса. В том же году он выиграл Уимблдонский турнир в смешанном парном разряде, выступая в паре с американкой Элизабет Райан, а спустя три года повторил этот успех на чемпионате США с местной теннисисткой Сарой Фабиан. Своего лучшего результата в мужских парах он добился в 1935 году, в ходе своего единственного выступления на чемпионате Австралии пробившись в полуфинал.
Помимо тенниса, Майер также успешно выступал в гольфе, выиграв чемпионат Испании среди пар.

## Финалы турниров Большого шлема в смешанном парном разряде

### Победы (2)
| Год  | Турнир              | Покрытие | Партнёрша      | Соперники в финале           | Счёт в финале |
| ---- | ------------------- | -------- | -------------- | ---------------------------- | ------------- |
| 1932 | Уимблдонский турнир | Трава    | Элизабет Райан | Джосейн Сигарт Гарри Хопман  | 7-5, 6-2      |
| 1935 | Чемпионат США       | Трава    | Сара Фабиан    | Кей Стаммерс Родерих Менцель | 6-4, 4-6, 6-3 |